# Troviscal (Sertã)
Troviscal is een plaats (freguesia) in de Portugese gemeente Sertã en telt 1134 inwoners (2001).